# Lista över Kongo-Kinshasas regeringschefer
Detta är en lista över Kongo-Kinshasas regeringschefer.
| Namn                     | Ämbetsperiod                       | Kommentar                      |
| ------------------------ | ---------------------------------- | ------------------------------ |
| Patrice Lumumba          | 24 juni – 5 september 1960         |                                |
| Joseph Iléo              | 5 september – 20 september 1960    |                                |
| Albert Ndele             | 20 september – 3 oktober 1960      |                                |
| Justin Marie Bomboko     | 4 oktober 1960 – 9 februari 1961   |                                |
| Antoine Gizenga          | 13 december 1960 – 5 augusti 1961  | upprorsregering i Stanleyville |
| Joseph Iléo              | 9 februari – 2 augusti 1961        |                                |
| Cyrille Adoula           | 2 augusti 1961 – 30 juni 1964      |                                |
| Moise Tshombe            | 10 juli 1964 – 13 oktober 1965     |                                |
| Évariste Kimba           | 18 oktober – 14 november 1965      |                                |
| Léonard Mulamba          | 28 november 1965 – 26 oktober 1966 |                                |
| Mpinga Kasenda           | 6 juli 1977 – 6 mars 1979          |                                |
| Bo-Boliko Lokonga        | 6 mars 1979 – 27 augusti 1980      |                                |
| Nguza Karl-I-Bond        | 27 augusti 1980 – 23 april 1981    |                                |
| N'singa Udjuu            | 23 april 1981 – 5 november 1982    |                                |
| Kengo Wa Dondo           | 5 november 1982 – 31 oktober 1986  |                                |
| Mabi Mulumba             | 22 januari 1987 – 7 mars 1988      |                                |
| Sambwa Pida Nbagui       | 7 mars – 26 november 1988          |                                |
| Kengo Wa Dondo           | 26 november 1988 – 4 maj 1990      |                                |
| Lunda Bululu             | 4 maj 1990 – 1 april 1991          |                                |
| Mulumba Lukoji           | 1 april – 29 september 1991        |                                |
| Étienne Tshisekedi       | 29 september – 1 november 1991     |                                |
| Bernardin Mungul Diaka   | 1 november – 25 november 1991      |                                |
| Nguza Karl-I-Bond        | 25 november 1991 – 15 augusti 1992 |                                |
| Étienne Tshisekedi       | 15 augusti 1992 – 18 mars 1993     |                                |
| Faustin Birindwa         | 18 mars 1893 – 14 januari 1994     |                                |
| Kengo Wa Dondo           | 6 juli 1994 – 2 april 1997         |                                |
| Étienne Tshisekedi       | 2 april – 9 april 1997             |                                |
| Likulia Bolongo          | 9 april – 16 maj 1997              |                                |
| befattningen avskaffad   | 16 maj 1997 – 30 december 2006     |                                |
| Antoine Gizenga          | 30 december 2006 – 10 oktober 2008 |                                |
| Adolphe Muzito           | 10 oktober 2008 – 6 mars 2012      |                                |
| Louis Alphonse Koyagialo | 6 mars 2012 – 18 april 2012        | Tillförordnad premiärminister  |
| Augustin Matata Ponyo    | 18 april 2012 – 17 november 2016   |                                |
| Samy Badibanga           | 17 november 2016 – 18 maj 2017     |                                |
| Bruno Tshibala           | 18 maj 2017 – 7 september 2019     |                                |
| Sylvestre Illungu        | 7 september 2019 – 26 april 2021   |                                |
| Jean-Michel Sama Lukonde | 26 april 2021 – 12 juni 2024       |                                |
| Judith Tuluka Suminwa    | 12 juni 2024 –                     |                                |